# Takehide Nakatani
Takehide Nakatani (Hiroshima, 9 juli 1941) is een voormalig Japans judoka.

## Biografie
Nakatani vestigde zijn naam door op de Olympische Spelen in 1964 in Tokio al zijn wedstrijden met ippon te winnen. Dat jaar stond het judo voor het eerst op het programma van de Spelen, waardoor Takehide Nakatani de eerste was die een Olympische medaille mocht ontvangen in deze discipline.
In 1967 wist hij tijdens het WK in Salt Lake City nog een bronzen medaille te veroveren. Datzelfde jaar stopte hij als top-judoka.
Na zijn carrière als wedstrijdjudoka werd hij hoofdcoach van het nationale judoteam van West-Duitsland, om deze klaar te stomen voor de Olympische Spelen 1972 in München. Het West-Duitse team wist hier verscheidene medailles te behalen.
Hierna keerde hij terug naar Hiroshima om daar zijn familiebedrijf (sieraden) voort te zetten. Tevens werd hij adviseur bij de All-Japan Judo Federatie.

## Erelijst

### Olympische Spelen
1e plaats – 1x

### Wereldkampioenschap
3e plaats – 1x